# Impermeabilizzante
Impermeabilizzante, nel campo dell'edilizia, è un materiale o uno strato specifico avente la funzione di impermeabilità nel contesto nel quale è inserito.
Esso ricopre la funzione indispensabile di far in modo che non ci siano infiltrazioni d'acqua all'interno di una struttura, infatti di solito si posiziona dove c'è un rischio maggiore come ad esempio il tetto, costantemente esposto alle piogge e alla neve, e le fondazioni in modo da contrastare la risalita dell'acqua per capillarità.
Gli impermeabilizzanti si possono dividere in tre gruppi: asfalti, bitumi, catrami.

## Tipi di impermeabilizzanti
- Conglomerati bituminosi
- Geotessili per applicazioni
- Guaine a pennello o a rullo
- Guaine bituminose
- Guaine elastotermiche
- Geotessili, geocompositi, geosintetici
- Tessuto non tessuto poliestere
- Guaine per piscine (atossiche)
- Guaine coloranti (per colorare le guaine bituminose)
- Impermeabilizzanti di varia natura geotecniche
- Membrane impermeabilizzanti autoadesive a freddo
- Impregnanti
- Vernici in alluminio riflettente
- Collante adesivo liquido
- Asfalto a freddo
- Rame resinoso all'acqua
- Membrane e geocompositi bentonitici
- Resine per pavimenti
- Resine impermeabilizzanti
  - Resine in poliuretano
  - Resine in poliestere
  - Resine in polimetilmetacrilato
  - Resine in Acrilico